# خیابان فردوسی (نیشابور)
خیابان فِردوسی یا خیابان عَراق یکی از خیابان‌های اصلی و قدیمی شهر نیشابور است که به دو بخش شمالی و جنوبی تقسیم می‌شود.پیش از نام گذاری به نام فردوسی و نصب تندیس فردوسی در این خیابان، اهالی نیشابور نام خیابان عراق (به واسطه دروازه عراق) بر این خیابان می نهادند و این نام هنوز کاربرد دارد.در راستای این خیابان مسجد جامع نیشابور و بازار تاریخی نیشابور و چند بانک قرار دارد.این خیابان از شمال به میدان آزادی و شهرک باغرود و از جنوب به میدان فردوسی و جاده نیشابور به کاشمر منتهی می‌شود.